# Brinkstraat 33-35
Brinkstraat 33-35 is een gemeentelijk monument aan de Brinkstraat in Baarn in de provincie Utrecht.
De eerste steen voor dit woon-winkelhuis is blijkens de gevelsteen in de rechter erker op 23 april 1904 gelegd door M.J.A. van Ruitenbeek. De beide erkers aan de Brinkstaat hebben in het midden een ingang, op iedere erker is een balkon.